# Lyman County
Lyman County ist ein County im Bundesstaat South Dakota der Vereinigten Staaten. Das U.S. Census Bureau hat bei der Volkszählung 2020 eine Einwohnerzahl von 3718 ermittelt. Der Sitz der Countyverwaltung (County Seat) ist in Kennebec.

## Geographie
Das County hat eine Fläche von 4421 Quadratkilometern; davon sind 174 Quadratkilometer (3,93 Prozent) Wasserflächen. Er wird in 17 Townships eingeteilt: Bailey, Butte, Dorman, Fairland, Iona, Morningside, Oacoma, Pleasant, Pratt, Reliance, Rex, Rose, Rowe, Sioux und Stony Butte; sowie sechs unorganisierte Territorien: Black Dog, Lafayette, Lower Brule, McClure, Northwest Lyman und South Lyman.

## Geschichte
Das County wurde am 8. Januar 1873 gegründet und die Verwaltungsorganisation am 21. Mai 1893 abgeschlossen. Es wurde nach William P. Lyman (1833–1880) benannt, einem frühen Siedler, Militär und Abgeordneten in der gesetzgebenden Versammlung des Dakota-Territoriums.

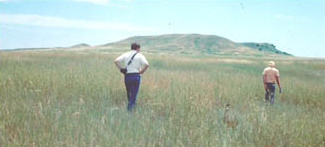
Langdeau Site

Ein Ort im County hat den Status einer National Historic Landmark, die Langdeau Site. Acht Bauwerke und Stätten des Countys sind im National Register of Historic Places (NRHP) eingetragen (Stand 2. August 2018).

## Städte und Gemeinden
Städte (cities)
- Presho

Gemeinden (towns)
- Kennebec
- Oacoma
- Reliance

census-designated places
- Lower Brule
- Vivian

Gemeindefreies Gebiet (unincorporated communities)
- Iona